# بيل أدير
بيل أدير (بالإنجليزية: Bill Adair)‏ هو لاعب كرة قاعدة أمريكي، ولد في 10 فبراير 1913 في موبيل في الولايات المتحدة، وتوفي في 17 يونيو 2002 في باي مينيتي في الولايات المتحدة.